# Iola (Illinois)
Iola è un villaggio degli Stati Uniti d'America, situato nello Stato dell'Illinois, nella contea di Clay.